# Laelia straminea
Laelia straminea är en fjärilsart som beskrevs av George Francis Hampson 1910. Laelia straminea ingår i släktet Laelia och familjen tofsspinnare. Inga underarter finns listade i Catalogue of Life.